# Jordi d'Àustria
Jordi d'Àustria (nascut el 1520 a Gant, - mort a Lieja, el 1557) fou bisbe de Brixen el 1525, arquebisbe de València de 1538 a 1544 i príncep-bisbe del principat de Lieja de 1544 fins a la seva mort l'any 1557.
Era el fill de Maximilià I del Sacre Imperi Romanogermànic i d"'una de les seves amants segons les fonts una Salzburguesa o d'una família noble hongaresa. Va créixer a les Disset Províncies sota la tutela de Margarida d'Àustria, junts amb Carles V i Ferran I. Margarida va carregar-lo aviat d'unes prebendes i va obtenir la dispensa papal del que a aquesta època es considerava com la màcula del seu naixement fora del casament de son pare.
El 1525 va esdevenir bisbe de Brixen on va seguir la política de Carles i de Ferran en lluitar contra el protestantisme i els abusos dins l'església catòlica, mentrestant va omplir missions diplomàtiques a Bolonya, a les Disset Províncies, a Hamburg i a Dinamarca, a Nàpols i Brussel·les. De 1539 a 1541 va ser arquebisbe de València. Carles V va cercar un aliat segur a la dimissió del príncep-bisbe de Lieja Corneli de Berghes.
Durant el viatge de València a Lieja, Francesc I de França va captivar-lo prop de Lió. Després de 22 mesos de captivitat i el pagament d'un llarg rescat va poder prendre efectivament el seu càrrec. A Lieja va tenir la reputació d'un sobirà moderat, delerós del benestar dels seus subordinats. En la seva política exterior va romandre totalment sotmès a Carles V.
Va tenir tres fills: Jordi, un sacerdot que va morir el 1619, Margarida que va esdevenir una abadessa prop de Charleroi (mort el 1604) i Maria (mort després de 1589).